# 1988年ソウルオリンピックのカナダ選手団
1988年ソウルオリンピックのカナダ選手団（1988ねんソウルオリンピックのカナダせんしゅだん）は、1988年9月17日から10月2日にかけて韓国のソウルで開催された1988年ソウルオリンピックのカナダ選手団、およびその競技結果。

## 概要
今大会は金メダル3個、銀メダル2個、銅メダル5個の合計10個のメダルを獲得した。

## メダル
| メダル | 選手名                                                                          | 競技 | 種目                     |
| ------ | ------------------------------------------------------------------------------- | ---- | ------------------------ |
| 銀     | マーク・テュークスバリー ビクター・デービス トム・ポンティング サンディー・ゴス | 競泳 | 男子4×100mメドレーリレー |
| 銅     | デーブ・スティーン                                                              | 陸上 | 男子十種競技             |
| 銅     | ローリー・メリエン アリソン・ヒグソン ジェーン・カー アンドレア・ニュージェント | 競泳 | 女子4×100mメドレーリレー |